# Qu Zimao
Qu Zimao (chinesisch 曲子茂; * 22. September 2001 in der Volksrepublik China) ist ein chinesischer Badmintonspieler. Er startet im Parabadminton in der Startklasse WH1 im Einzel, Doppel und Mixed. Qu strebt die Teilnahme an den Sommer-Paralympics 2020 an.

## Sportliche Laufbahn
Qu Zimao begann 2013 mit dem Parabadminton. Er nahm an der Badminton-Weltmeisterschaft für Behinderte 2017 in Ulsan teil und unterlag im Einzel-Finale dem Südkoreaner Lee Sam-seop. Im Badminton-Wettbewerb der Para-Asienspiele 2018 unterlag Qu Zimao im Einzel-Finale gegen Man Choi-jung aus Südkorea. Im Doppel besiegte er mit Mai Jianpeng das ebenfalls südkoreanische Duo Lee Dong-seop und Kim Jung-jun. Das rein chinesische Finale im Mixed-Wettbewerb konnte Qu mit Liu Yutong durch einen Sieg über Jianpeng Mai und Li Hingyan für sich entscheiden. Bei der Badminton-Weltmeisterschaft für Behinderte 2019 in Basel entschied Qu das Einzel-Finale gegen den Südkoreaner Lee Dong-seop für sich. Im Doppel besiegte er mit Mai Jianpeng das Duo Lee Dong-seop und Kim Jung-jun.